# كوكب حول نجم ثنائي

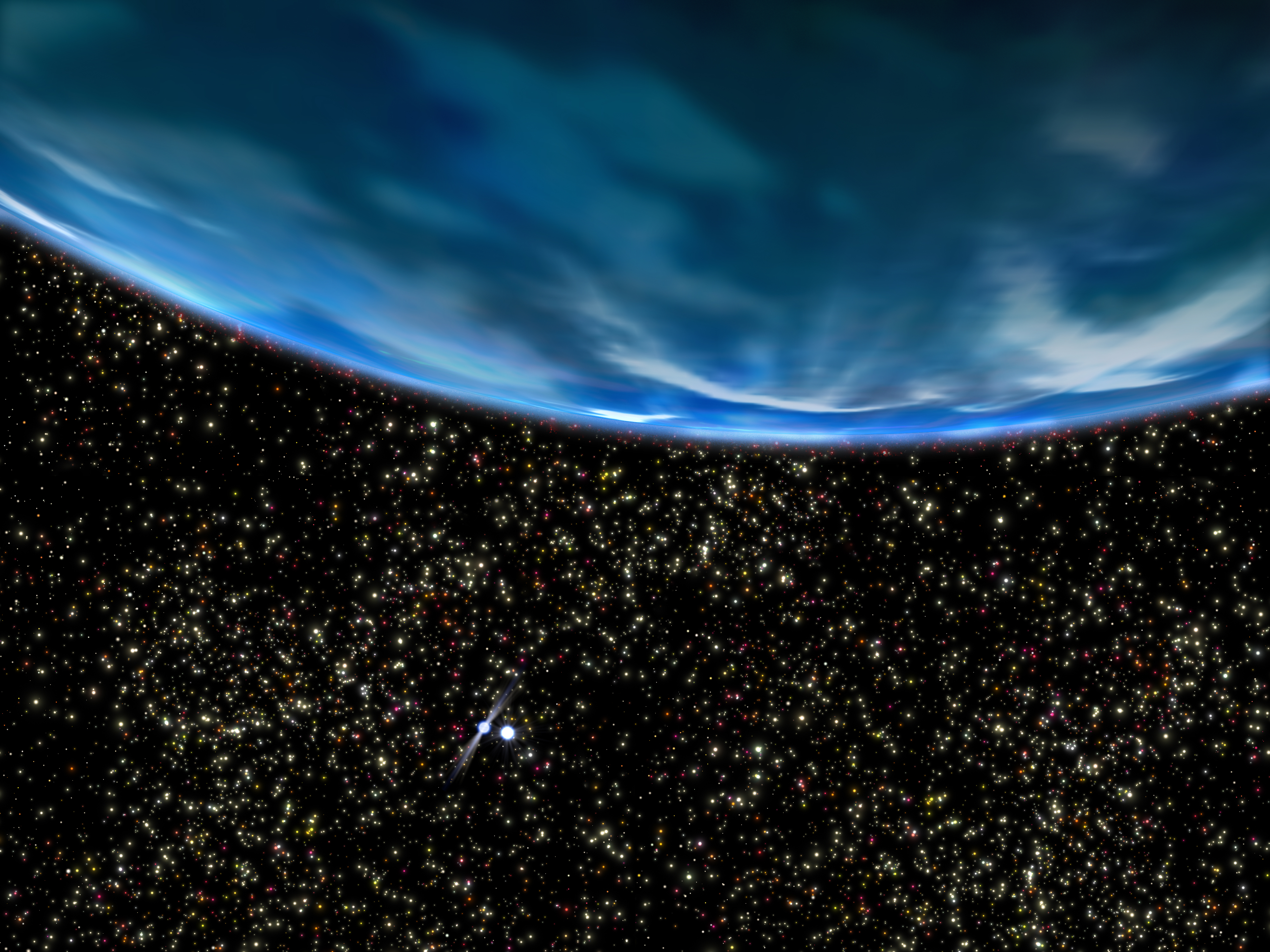
رسم تخيلي للكوكب العملاق الذي يدور حول النجم الثنائي بي إس آر بي1620-26.

كوكب حول نجم ثنائي (بالإنجليزية: Circumbinary Planet)‏ هو مصطلح يطلق على أي كوكب مهما كان نوعه يدور حول نجم ثنائي. وبسبب القرب النسبي للنجمين الثنائيين من بعضهما فالطريقة الوحيدة لتكون الكوكب هي أن يتكون في مدار خارج مداري كلا النجمين (أي أن مداره يطوقهما من الخارج) [بحاجة لمصدر]. وفي عام 2009 كان هناك نجمان ثنائيان فقط من المثبت أن هناك كواكب تدور حولهما وهما «بي إس آر بي1620-26» و«العذراء إتش دابليو».

## الكواكب المثبتة الوجود
أول كوكب يدور حول نجم ثنائي أثبت وجوده كان يدور حول النجم الثنائي «بي إس آر بي1620-26»، والذي يتكون من نجم نباض وقزم أبيض ويقع في تجمع مسييه 4 النجمي المغلق. وقد لوحظت تغيرات بسيطة جدا في قدر النجمين الظاهري منذ عام 1993 ، واستغرق الأمر خمس سنوات من الدراسة لإثبات أن المسؤول هو كوكب. وفي عام 2003 تم إثبات أن كتلته تساوي 2.5 كتلة مشتري وأنه يملك شذوذا مداريا بسيطا.
في عام 2008 أعلن عن تغير بسيط جدا في القدر الظاهري لنجم «العذراء إتش دابليو الثنائي» (الذي يتكون من نجمين قزمين أحدهما قزم أحمر) وأثبت بعد ذلك أن المسبب لهذا التغير هو كوكبان. وعلى الأقل كتلة الكوكب الأول 8.47 كتلة مشتري والثاني 19.23 كتلة مشتري، وتستغرق دورة الأول حول النجمين 9 سنوات والثاني 16 سنة. والكوكب الثاني (ذا المدار والكتلة الأكبرين) كبير كفاية لكي يكون قزما بنيا ولم يثبت تماما بعد أنه كوكب، لكن هناك فلكيين آخرين يقولون أن شكل مداره يدل على أنه تكون من قرص كوكبي وأنه كوكب.